# Калабрійські землетруси 1783 року
Калабрійські землетруси 1783 року були послідовністю п'яти сильних землетрусів, які вразили регіон Калабрія на півдні Італії (тоді частина Неаполітанського королівства), перші два з яких спричинили значне цунамі. Епіцентри землетрусів простяглися на відстань 100 км від Мессінської протоки до приблизно 18 км на південний захід від Катандзаро. Епіцентр першого землетрусу стався в містечку Пальмі. Землетруси відбувались протягом майже двох місяців, усі з оціненою силою 5,9 або більше. Оцінка загальної кількості смертей лежить в діапазоні від 32 000 до 50 000 осіб.